# Patentprop
En patentprop er en tætsluttende anordning til flasker. Patentpropper er ofte af porcelæn og
og forsynet med en fjeder, der sikrer, at de slutter tæt til den gummiring, der er placeret mellem glasfladen og låget. Den er især velegnet til produkter, som er langtidsholdbare, fordi den holder disse under tryk.
Der er forskellige opfattelse af, hvornår den første patentprop blev udviklet. I USA opnåede Charles de Quillfeldt den 5. Januar 1875 det første patent på en tætsluttende prop til flasker. Der er imidlertid ikke beskrevet en fastsiddende fjederanordning; en sådan, udviklet i Berlin af Carl Dietrich, opnåede patent i Tyskland i 1877 
Trods den relativt simple grundkonstruktion findes patentpropper i dag i mange forskellige varianter. En af de seneste nyskabelser er nogle aluminiumsbånd, der kan omdanne enhver flaske til en patentflaske.
- Glas med patentprop
- Patentprop til ølflaske
- Miniflaske med kryddersnaps
- Ølflaske fra det hollandske bryggeri Grolsch

## Weblinks
- Wikimedia Commons har flere filer relateret til Bügelverschluss

- Sammlung von Porzellanverschlußkappen bei Flickr.com
- Biersiphons (Webside ikke længere tilgængelig) sind nicht nur zum Transport von Bier.
- Bügelverschlussflasche Arkiveret 19. juli 2010 hos  Wayback Machine auch bei SIGG
- Lehrerfreund.de, (Schnappverschlüsse) Kniehebel: Kräfte und Totpunkt